# Via del Nazareno
Via del Nazareno e a sua volta largo del Nazareno è una strada di Roma che parte da via del Bufalo angolo via Sant'Andrea delle Fratte e termina in via del Tritone, nel rione Trevi.

## Storia
La via deve il suo nome al Palazzo del Collegio Nazareno che qui sorge. Il collegio è la scuola più antica della Capitale: fu fondata nel 1630 da Giuseppe Calasanzio e dedicata all'Arcidiocesi di Nazareth in onore del cardinale Michelangelo Tonti che dispose alla sua morte nel 1622 il lascito delle ricchezze all'opera del Calasanzio per la fondazione di un collegio.
Poiché una porzione del Palazzo del Collegio Nazareno ospita la sede del Partito Democratico (che tuttavia si trova in via Sant'Andrea delle Fratte), per derivazione ha dato il nome all'accordo politico detto Patto del Nazareno, e per metonimia con "il Nazareno" si intende anche la segreteria nazionale del Partito Democratico.
In largo del Nazareno sorge palazzo del Bufalo. Inoltre vi si trovano anche le sedi delle direzionali romane di Fininvest, Mediaset e la società che gestisce e produce per il gruppo, Reti Televisive Italiane (RTI).